# 1480 w literaturze
Wydarzenia literackie w 1480 roku.

## Zmarli
- Jan Długosz, polski kronikarz (ur. 1415)